# Радијациони дерматитис
Радијациони дерматитис или акутни радиодерматитис је најчешћи облик  опекотине од зрачења настале као нежељени ефекат терапијске токсичности радиотерапије или радијационе дијагностике. Више од 90% пацијената лечених радиотерапијом има неки облик радиодерматитиса. Постоји неколико фактора за настанак радиодерматитиса, а најзначајнији симптом је бол.
Најчешћи тип радијационих опекотина је опекотина изазвана УВ зрачењем. Висока изложеност рендгенским зрацима током дијагностичког медицинског снимања или радиотерапије такође може довести до опекотина од зрачења. Како јонизујуће зрачење ступа у интеракцију са ћелијама у телу – оштећујући их – тело реагује на ово оштећење, што обично резултује еритемом – односно црвенилом око оштећеног подручја. Опекотине од зрачења се често разматрају у истом контексту као и рак изазван зрачењем због способности јонизујућег зрачења да интерагује са ДНК и оштети ДНК, повремено изазивајући ћелију да постане канцерогена. Магнетрони са шупљином могу се неправилно користити за стварање површинског и унутрашњег сагоревања. У зависности од енергије фотона, гама зрачење може изазвати дубоке гама опекотине, а уобичајене су унутрашње опекотине од 60Co. Бета опекотине обично су плитке јер бета честице нису у стању да продре дубоко у тело; ове опекотине могу бити сличне опекотинама од сунца. Алфа честице могу изазвати унутрашње алфа опекотине ако се удишу, а спољашња оштећења (ако их има) су ограничена на мањи еритем.
Опекотине радијације могу се јавити и код радио предајника велике снаге на било којој фреквенцији где тело апсорбује енергију радио фреквенције и претвара је у топлоту. Америчка Федерална комисија за комуникације сматра да је 50 вати најнижа снага изнад које радио станице морају процијенити сигурност емисије. Фреквенције које се сматрају посебно опасним јављају се тамо где људско тело може да постане резонантно, на 35 МХз, 70 МХз, 80-100 МХз, 400 МХз и 1 ГХз. Излагање микроталасима превисоког интензитета може изазвати микроталасне опекотине.
Посебан значај током радиотерапије има превенција развоја виших степена акутне токсичности. Савремене технике зрачења, као што је радиотерапија са модулацијом интензитета (ИМРТ) у великој мери су одговорне за смањење интензитета и учесталости радиодерматитиса.
У лечењу акутне радијационе токсичности коже неопходна је терапија бола и адекватна локална нега коже.

## Основне информације
Терапија зрачењем или радиотерапија је врста лечења рака која користи снопове интензивне енергије да убије ћелије рака. Радиотерапија најчешће користи рендгенске зраке, али се могу користити и протони или друге врсте енергије. Током ове врсте зрачења, високоенергетски снопови долазе из машине изван тела пацијента, која усмерава зраке на прецизну тачку на његовом телу. Током другачијег типа третмана зрачењем који се зове брахитерапија (енг. brak-e-THER-uh-pee), зрачење се уноси у тело пацијента.
Терапија зрачењем оштећује ћелије рака уништавањем генетског материјала који контролише како раст тако и деобу ћелије. Током радиотерапије оштећују се истовремено и здраве и канцерогене ћелије, па је циљ терапије зрачењем да уништи што мање нормалних, здравих ћелија. Очуване или нормалне ћелије често могу поправити велики део оштећења изазваних зрачењем.

## Епидемиологија
Према досадађњим проценама сваке године,  око 4 милиона људи само у Сједињеним Америчким Државама користи терапију зрачењем, а више од 90% је испољило неки од облик радијационог дерматитиса или радијациону опекотину.
Већина симптома радијационих опекотина су благи и лако се лече. Процењује се да 20% пацијената на радитерапији  могу развити озбиљније симптоме који утичу на њихов свакодневни живот, јер чине уплашеним или невољним да наставе терапију зрачењем.
Иако се радијациони дерматитис може јавити код свих категорија на терапији зрачењем, ипак студије показују да су радијацијских дерматистис (опекотине) најчешће код оних на терапију зрачењем за рак дојке , карцином главе и врата или рак који се развија на кожи или близу ње, као што је рак коже или анални рак.

## Етиопатогенеза
У току радиотерапије може доћи до појаве токсичности изазване зрачењем, у оквиру које се развија радијациони дерматитис.
Обим радијационог дерматитиса зависи од више фактора:
- Типа и стање коже пацијента пре почетка радиотерапије.
- Старости пацијента.
- Фактора који се односе на третман ваздуха:
  - терапијска доза (ТД),
  - волумена зрачења,
  - примењене техника зрачења,
  - истовременог приступ – радиотерапија и хемотерапија или терапија инхибиторима  епидермалног фактора раста (ЕГФР) у циљу потенцирања ефеката.

Радијациони дерматитис се обично манифестује у четвртој или петој недељи лечења и присутан је искључиво у региону зрачења.
Радијациони дерматитис који се односи само на зрачење оцењује према скали Америчког  националног институт за рак (NCI) - Заједнички терминолошки критеријуму за нежељене догађаје (NCI CTCAE  скали) која има 4 степена.
| I степен                    | II степен                                            | III степен                                       | IV степен                                     |
| --------------------------- | ---------------------------------------------------- | ------------------------------------------------ | --------------------------------------------- |
| Црвенило (еритем) сува кожа | Израженији еритем коже са пољима влажне десквамације | Знаци влажне десквамације коже Крварење на додир | Некроза или улцерација коже Спонтано крварење |

## Клиничка слика
Већина симптома након радијационих опекотина је блага, али 20% људи може имати озбиљније симптоме.  Знаци и симпптоми се могу јавити  након неколико дана до неколико недеља од почетка радиотерапије, и присутни су током терапије зрачењем или након завршетка терапије. Уобичајени симптоми су:
- црвенило беле коже или тамњење коже која је црна или смеђа.
- свраба коже.
- сува кожа која се љушти
- оток (едем)
- отворене ране које се могу појавити на местима на којима се кожа више зноји или је влажна, као што су пазуси или испод груди.

## Био-радиодерматитис
Био-радиодерматитис је узрокован истовременом употребом радиотерапије и  инхибитора функције рецептора епидермалног фактора раста  и разликује се од радијационог дерматитиса по настанку и изгледу промена.
Појављује се у првој или другој недељи и манифестује се како у региону зрачења тако и ван региона зрачења; промене се повлаче у трећој недељи прво на кожи ван волумена зрачења.
Манифестују се израженијом сувоћом коже и десквамацијом коже, присуством папуларних и пустуларних промена унутар и изван региона  зрачења, са израженијим субепидермалним запаљењем, и израженим проређивање епидермиса. Могућа је појава некроза површног дермиса.
Био-радиодерматитис се степенује у односу на опште испољене промене везано за  инхибиторе функције рецептора епидермалног фактора раста, а посебно се степенују промене у региону зрачења и представљају комбинацију промена у волумену зрачења које се манифестују дејством зрачења и променама у вези са инхибиторима функције рецептора епидермалног фактора раста.

## Профилактичке мере
У току радиотерапије кожа мора бити сува а током и непосредно пре радиотерапије и чиста, што се постиже редовном хигијеном и чишћењем коже.
У склопу профилактичких мера, препоручује се локална примена високо потентних стероида (мометазон, бетаметазон и клобетасон). 
Примена креме, гелова, емулзије и додака цинка не препоручује се у току радиотерапије.
Међу најзначајниј профилектичке мере спадају:
- Прање иритиране коже благим сапуном и млаком водом.
- Избегавање трљања и гребања надражене коже.
- Не користитити јастучиће за грејање или лед на подручју третмана.
- Примена хидратантних крема према упутству произвођача.
- Нођење широке, меке одеће која не трља о кожу и не иритира кожу погођену зрачењем.
- Ако треба да обријете подручје третмана, користите електрични бријач да се не би  иритирала кожа.
- Избегавати излагање сунцу. Носити заштитну одећу кад год се тело изложи сунчевој светлости.
- Користите хладне овлаживаче магле да би се спречили сувоћа коже.
- Избегавати прекомерну примену козметике, производе за уклањање длака, пудере, креме, лосионе, уља, масти и парфеме.

## Терапија
Већина благих симптома радијационог дерматитиса нестају неколико недеља након што пацијент заврши са лечењем.  Иако већина људи не треба да прекине третман зрачењем јер развијају радијацијски дерматитис, лекар може да прилагоди третман тако да се пацијентови  тренутни симптоми не погоршају или да не развије нове симптоме.
У случају израженијег дерматитиса у пределу зрачења, поред одржавања хигијене и нежног чишћења коже, чак и када постоје улцерације, користе се хидрофилни завоји и антисептици (хлорхексидин, октенидин, феноксиетанол, бензалконијум хлорид).
У случају инфекције примењују се антибиотици (локално и системски), према антибиограму. 
Не препоручује се примена хијалуронска крема или антиинфламаторне емулзије.

## Производња
Природн  60Co не постоји на земљи; дакле, 60Co је синтетички производ који настаје бомбардовањем 59Co  спорим извором неутрона. Калифорниј-252,  модериран водом, може се користити за ову сврху, као и флукс неутрона у нуклеарном реактору. У нуклеарни реакторима могу користити за активирање уместо шипки 59Co,  кобалтне шипке.  На пример у Сједињеним Америчким Државама су од 2010. године, кобалтне мете замењене за мали број горивних склопова.  Ипак, преко 40% свих медицинских уређаја за једнократну употребу стерилише се помоћу 60Co из нуклеарне електране Брус.